# Conus angasi
Conus angasi is een in zee levende slakkensoort uit het geslacht Conus. De slak behoort tot de familie Conidae. Conus angasi werd in 1884 beschreven door Tryo. Net zoals alle soorten binnen het geslacht Conus zijn deze slakken roofzuchtig en giftig. Zij bezitten een harpoenachtige structuur waarmee ze hun prooi kunnen steken en verlammen.